# Hlavče Njive
Hlavče Njive este o localitate din comuna Gorenja vas - Poljane, Slovenia, cu o populație de 55 de locuitori.